# Ancara conformis
Ancara conformis là một loài bướm đêm trong họ Noctuidae.